# Escut de Llardecans
L'escut oficial de Llardecans té el següent blasonament:
Escut caironat: de sinople, un gos d'argent. Per timbre, una corona mural de vila.

## Història
Va ser aprovat l'1 d'abril de 1993 i publicat en el DOGC el 16 d'abril del mateix anys amb el número 1733.
El gos, o ca, és un senyal parlant referent al nom de la vila, derivat popularment de la locució "llar de cans".